# Штайнфельс
Штайнфельс (нім. Steinfels) — німецька колонія, що існувала до 1939 року в межах села Стебник, Добромильського повіту (в даний час Бещадський повіт, гміна Устрики-Долішні.
Перші поселенці почали прибувати сюди після року 1784, в час так званої Йосифинської колонізації. Колонія Штайнфельс розташовувалась за 9 км від Устрик-Долішніх, 5 км від Оберсдорфу (нім. Obersdorf), на півночі лежить Крошченько, над Стривігором на схід — Нанова i Стебник.
План забудови колонії був виконаний у формі «лісового села» (Waldhufendorf). У 1880 році в колонії налічувались 21 будинок і 122 жителі (з них 79 німців).
25 листопада 1938 р. розпорядженням міністра внутрішніх справ Польщі Штайнфельс перейменовано на Ґлази.
На 01.01.1939 в колонії Штайнфельс проживало 260 мешканців, з них 90 українців-грекокатоликів, 40 поляків і 130 німців. Село належало до ґміни Кросьцєнко Добромильського повіту Львівського воєводства. 
З 1939 до 1951 село відносилось до Нижньо-Устрицького району Дрогобицької області України (відійшло до Польщі відповідно до договору обміну територіями 1951 року).
В 1940 році німецьких колоністів було переселено до Вартеґав за програмою Додому в Рейх. В 1951, в рамках договору обміну територіями 1951 року, все українське населення було переміщено на Донеччину. Будинки донині не збереглися.

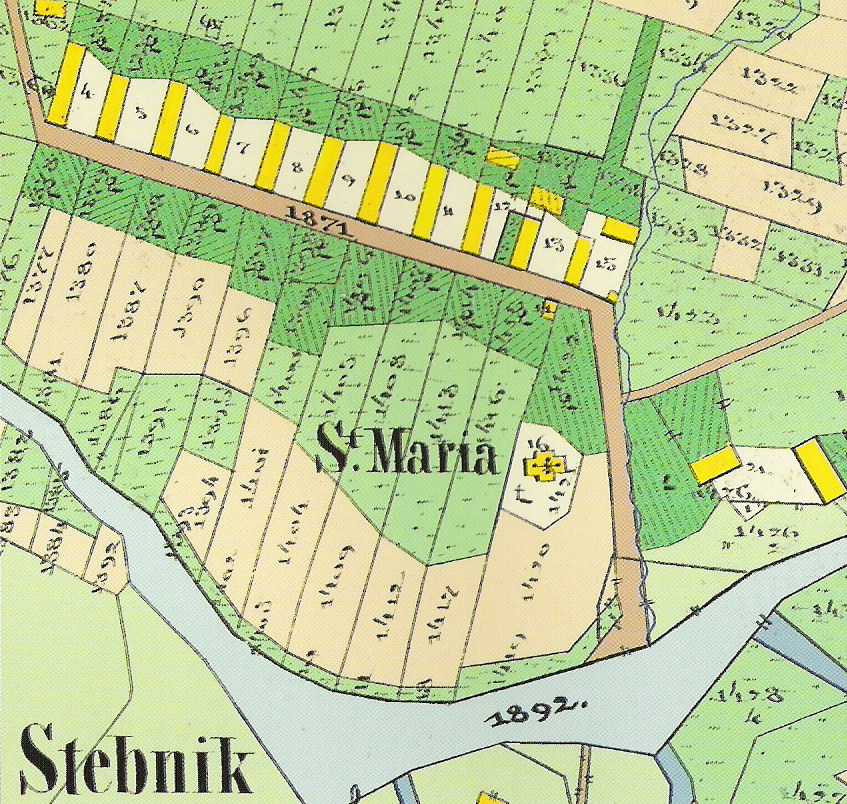
План забудови села Штайнфельс (Стебник) 1852
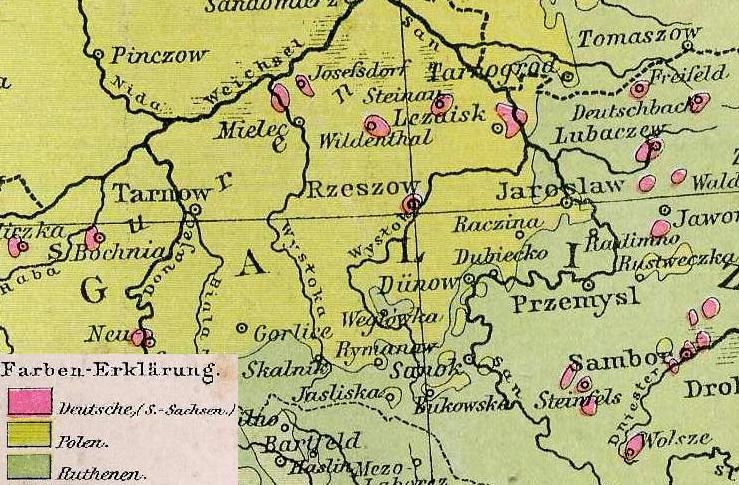
Німецькомовна карта етнічних груп Підкарпаття (центральна Галичина 1876)